# Truyền thông xã hội trong bầu cử tổng thống Hoa Kỳ năm 2020
Phương tiện truyền thông xã hội dự kiến sẽ được sử dụng rộng rãi trong cuộc bầu cử tổng thống Hoa Kỳ năm 2020. Tổng thống đương nhiệm Donald Trump đã sử dụng tài khoản Twitter của mình trong quá khứ để tiếp cận cử tri và đưa ra thông báo, cả trong và sau cuộc bầu cử năm 2016. Ứng cử viên Đảng Dân chủ Joe Biden cũng đã sử dụng mạng xã hội để bày tỏ quan điểm và ý kiến của mình về các sự kiện quan trọng vào thời điểm đó như phản ứng của chính quyền Trump đối với đại dịch COVID-19 và các cuộc biểu tình sau cái chết của George Floyd.
Các ứng cử viên đã sử dụng các nền tảng như YouTube, Twitter, Facebook và Instagram để kết nối với cơ sở cử tri của họ, thường sử dụng xác minh thực tế, các bài báo và quảng cáo chính trị để làm mất uy tín của đối thủ và giành được sự ủng hộ.
Tương tự như cuộc bầu cử trước, mạng xã hội đã giúp định hình diễn biến của các sự kiện, với các ứng cử viên thường săn lùng 'khoảnh khắc lan truyền'. Chúng có thể bao gồm một số bài đăng, nhận xét hoặc video.
Trái ngược với cuộc bầu cử trước, vụ bê bối dữ liệu Facebook-Cambridge Analytica bị phanh phui sau chiến thắng bầu cử của Donald Trump vào năm 2016 đã dẫn đến quy định chặt chẽ hơn về việc thu thập dữ liệu cá nhân cho quảng cáo chính trị. Ngoài ra, nhiều nền tảng đã thực thi các quy tắc chặt chẽ hơn về nội dung có thể được đăng và cũng kết hợp phần mềm kiểm tra tính xác thực vào ứng dụng của họ. Gây tranh cãi, phần mềm đã nhiều lần gắn cờ các bài đăng của ứng cử viên Đảng Cộng hòa Donald Trump, khiến ông buộc tội các công ty truyền thông xã hội có thành kiến chống lại chiến dịch của mình.
Vào ngày 12 tháng 8 năm 2020, Google, Facebook, Twitter và Microsoft đã công bố quan hệ đối tác với Wikimedia Foundation. Đại diện của các đại gia công nghệ này cũng đã gặp gỡ các đại diện từ FBI, Văn phòng Giám đốc Tình báo Quốc gia và Bộ An ninh Nội địa, trong nỗ lực bảo vệ tính toàn vẹn của cuộc bầu cử tổng thống vào tháng 11. Họ thảo luận về chiến dịch thông tin sai lệch và hành vi lừa đảo được thực hiện trên Internet và các nền tảng truyền thông xã hội nói trên.